# Hovmästarsås

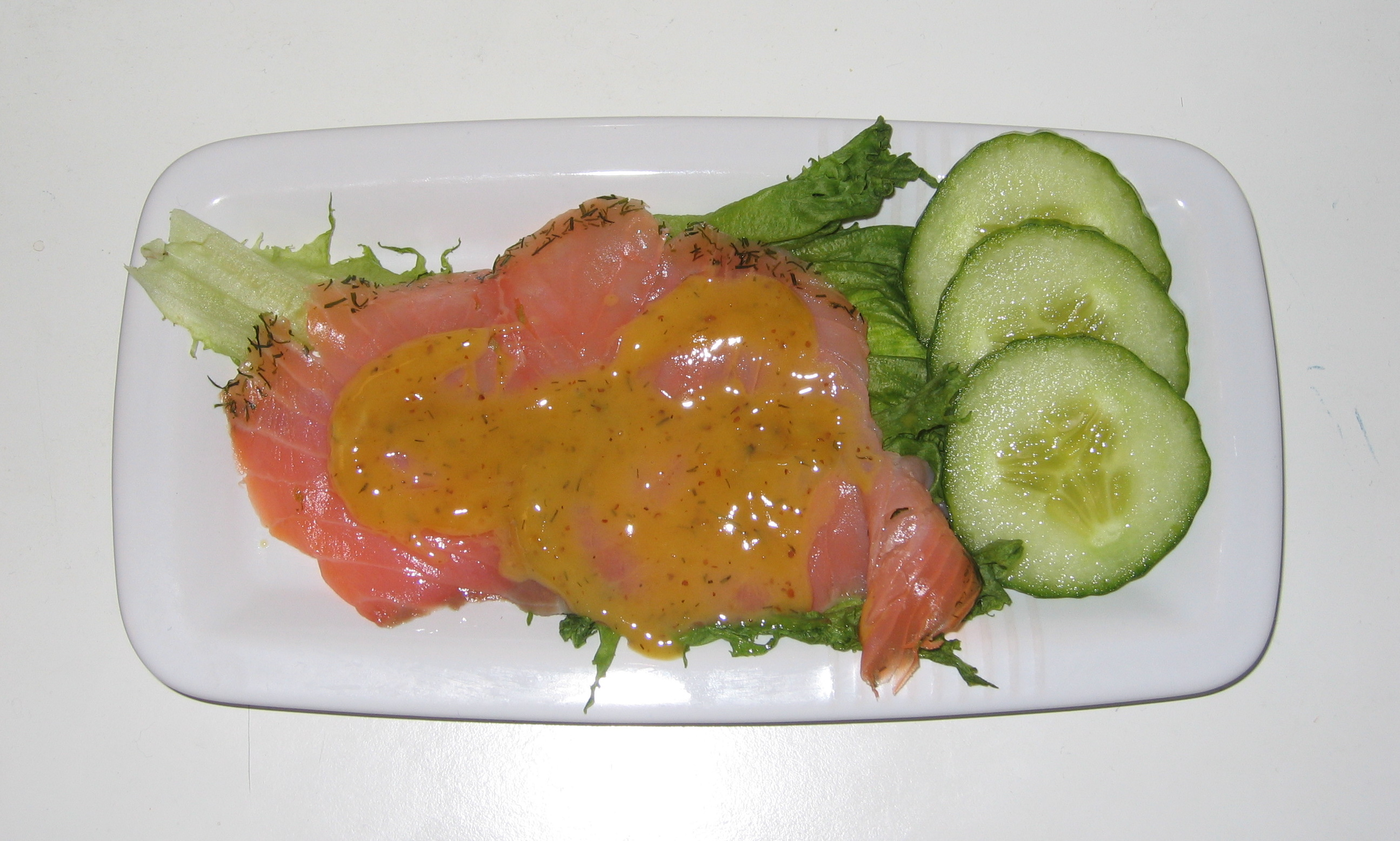
Hovmästarsås på skivor av gravad lax.

Hovmästarsås är en söt, senapsbaserad sås som vanligtvis serveras kall som tillbehör till exempelvis gravad lax men fungerar för många som all-round sås. Såsen har normalt en mild senapssmak och innehåller även dill. 
Utan dill kallas hovmästarsåsen vanligen senapssås. Såsen kan även kallas gravlaxsås (då ofta med en starkare senap) men är i princip en hovmästarsås.
Anledning till namnet hovmästarsås är att ursprungligen tillverkades den vid bordet av just en hovmästare. Oljan skulle vispas ihop med de andra ingredienserna, ett nog så arbetsamt moment utan elvisp. Vanliga ingredienser är senap, socker, salt svartpeppar, vitvins- eller rödvinsvinäger, olja och hackad dill.
En dansk variant av hovmästarsåsen innehåller även äggulor, och det förekommer att den spetsas med cognac eller sötas med honung.